# Plankton (Band)
Plankton ist eine Winterthurer Indie-Pop-Band, die im Jahre 1997 von fünf Gymnasiasten der Kantonsschule Rychenberg gegründet wurde und ihre Lieder auf Schweizerdeutsch spielt.

## Geschichte
Ihren ersten öffentlichen Auftritt hatte die Band 1998 in Winterthur in der Alten Kaserne. Seitdem gibt Plankton regelmässig Konzerte. Schweizweit richtig bekannt wurden die fünf mit dem Song «Die wo nid chönd Tschutte» (Die, die nicht Fussball spielen können) von ihrem Album Hallo Erde. Das Video hierzu wurde im Stadion Schützenwiese gedreht, Bernard Thurnheer hat einen Gastauftritt als Kommentator.
Der Sänger der Band, Reto Karli, präsentierte im Dezember 2015 im Theater am Gleis sein Soloprojekt Karli.
Im Februar 2022 gaben Plankton nach langer Pause ihr Live-Comeback am Molton-Festival.

## Diskografie
- 1999: Plankton (EP, Mini-CD, Eigenproduktion)
- 2002: Lieblingslieder (Album, CD, erschienen bei MUVE)
- 2005: Hallo Erde (Album, CD, erschienen bei MUVE)
- 2009: Rätselkönig (Album, CD, erschienen bei BOXTØN)
- 2010: Elektronisch (Remix-Album, CD, erschienen bei BOXTØN)
- 2024: Boule (Album, Vinyl, CD, erschienen bei ANTIPRODUKT)

### Samplerbeiträge
- 1999: Skampler 4 – Nachtmusig
- 2001: Keep on rockin (Gaswerk) – Autoradiosong
- 2010: Winti kickt Winti rockt (FCW) – Die wo nid chönd Tschutte